# Ferrovia Treviglio-Bergamo
La ferrovia Treviglio–Bergamo è una linea ferroviaria italiana di proprietà statale a scartamento ordinario che collega la città di Treviglio al capoluogo orobico.
La gestione dell'infrastruttura e degli impianti ferroviari è affidata a RFI SpA, società del gruppo Ferrovie dello Stato, che definisce la linea come complementare.

## Storia
La Treviglio-Bergamo fu progettata come parte della linea ferroviaria Milano-Venezia, allo scopo di permettere alla città di Bergamo di essere servita dall'importante infrastruttura.
Nei progetti originari degli anni quaranta del XIX secolo, la Milano-Venezia escludeva la città orobica: fu per questo motivo che nel 1846 era stato costruito e inaugurato il tratto Milano-Treviglio. Tuttavia, negli anni successivi, il notabilato bergamasco rimarcò la necessità che la linea dovesse passare nei pressi del capoluogo. Grazie alla risoluzione sovrana del 12 novembre 1853, i bergamaschi ottennero che la Milano-Venezia sarebbe passata lungo la direttrice Monza-Bergamo-Coccaglio, piuttosto che attraverso la Treviglio-Brescia.
Con la convenzione del 14 marzo 1856, il governo austriaco aveva ceduto la proprietà delle linee ferroviarie del Lombardo-Veneto e degli stati emiliani e toscani al gruppo bancario dei Rothschild che costituì la Imperial Regia Privilegiata Società delle ferrovie lombardo-venete poi confluita nella IRP Società delle ferrovie meridionali dello Stato, del Lombardo-Veneto e dell'Italia centrale (Südbahn). Pochi mesi dopo, la società austriaca ottenne di poter utilizzare il tratto già costruito fino a Treviglio, limitandosi a realizzare una linea ferroviaria che da questa cittadina si unisse alla stazione di Bergamo. La convenzione del 27 novembre 1856 sancì questa modifica e la ferrovia fu inaugurata il 12 ottobre dell'anno successivo
Nei decenni successivi, la linea seguì le vicende delle proprietà ferroviarie dei Rothschild. Con la convenzione dal 1865 fu gestita dalla Società per le Ferrovie dell'Alta Italia, la quale fu acquistata dallo Stato nel 1875. Conseguentemente il Governo procedette al riscatto della strada ferrata.
Nel 1878 con il completamento della linea diretta Treviglio-Rovato, il nodo riguardante le stazioni trevigliesi fu rivoluzionato. Fu realizzata la nuova stazione, e il tronco per Bergamo fu declassato a linea di interesse locale.
A seguito delle convenzioni ferroviarie del 1885, la ferrovia entrò nella Rete Adriatica, esercita dalla Società Italiana per le strade ferrate meridionali. Dal 1905, per il processo di statizzazione delle ferrovie, fu esercita dalle Ferrovie dello Stato.
Nel 1908 fu aperta la stazione di Treviglio Ovest e il raccordo fra questa e il Bivio Bergamo, che permetteva di evitare il regresso ferroviario per i convogli che da Bergamo erano diretti a Milano e viceversa.
Il tratto Treviglio–Bergamo rimase dotato di due binari fino al 1919, quando si decise di disarmarne uno perché era ritenuto troppo oneroso per una linea declassata a provinciale.
Il 3 ottobre 1954 fu attivata l'elettrificazione della linea.
| Tratta            | Inaugurazione   |
| ----------------- | --------------- |
| Treviglio-Bergamo | 12 ottobre 1857 |

Nei decenni successivi, l'aumento del traffico pendolare fece considerare l'idea di riattivare il raddoppio della linea. Il progetto fu approvato nel 2001 dall'amministrazione regionale. Il doppio binario fu attivato nel dicembre 2004, sulla tratta Treviglio-Verdello, e, nel luglio dell'anno seguente, fino a Bergamo.
Il 13 luglio 2008 furono attivate le fermate di Stezzano, Levate e Arcene, che iniziarono ad essere servite da treni passeggeri solo a partire dal 6 settembre dell'anno successivo.

## Caratteristiche
La linea è una ferrovia a doppio binario ed è elettrificata a 3000 volt in corrente continua.
Il distanziamento dei treni è regolato dal blocco automatico banalizzato a correnti codificate a quattro codici.
La stazione di Verdello-Dalmine è dotata di apparato ACEI adeguato al prossimo SCC-M della tratta Torino-Padova, la quale comprende la diramazione per Bergamo, sebbene la stazione di questa città risulti esclusa dallo stesso.
La velocità massima della linea, secondo i ranghi, è di 150 km/h.

## Percorso
| Continuation backward |

| Unknown route-map component "dCONTgq" | Unknown route-map component "STR+r" + Unknown route-map component "KRW+l" | Unknown route-map component "xKRWgr" |  | Unknown route-map component "d" |

| Unknown route-map component "eBHF" | Unknown route-map component "exSTR" |  |

| Station on track | Unknown route-map component "exSTR" |  |

| Unknown route-map component "d" | Unknown route-map component "kkABZ2l" | Unknown route-map component "xKRZ+k3" + Unknown route-map component "kSTRc2" | Unknown route-map component "kABZq+3" | Unknown route-map component "dCONTfq" |

|  | Unknown route-map component "exSTR" + Unknown route-map component "kABZ+14" |

| Unknown route-map component "eBHF" |

| Stop on track |

| Stop on track |

| Station on track |

|  | Unknown route-map component "d" | Unknown route-map component "ABZgl" | Unknown route-map component "dLSTRq" | Unknown route-map component "LCONTfq" |

| Stop on track |

| Unknown route-map component "SKRZ-Ao" |

| Stop on track |

| Unknown route-map component "d" |  | Unknown route-map component "ABZg+l" | Transverse track | Unknown route-map component "dCONTfq" |

|  | Station on track | Unknown route-map component "exKBHFa" |

|  | Unknown route-map component "eKRWgl" | Unknown route-map component "exKRWg+r" |

| Unknown route-map component "d" |  | Straight track | Unknown route-map component "exSPLal" | Unknown route-map component "exdvCONTfq" |

| Continuation forward |

## Traffico
La linea è servita da due categorie di treni esercite da Trenord:
- treni regionali Treviglio–Bergamo a frequenza oraria, che sale a trenta minuti nelle ore di punta, che servono tutte le stazioni della linea;
- treni RegioExpress Milano Centrale–Bergamo e Milano Porta Garibaldi-Bergamo a frequenza oraria (il collegamento con Porta Garibaldi è attivo solo dalle 6 alle 9 e dalle 16 alle 19 nei soli giorni lavorativi), con fermata nella sola stazione di Verdello e, negli orari di punta, anche a Treviglio Ovest.